# Dimitris Priftis
Dimitris Priftis (Atenas, Grecia, 27 de octubre de 1968) es un entrenador griego de baloncesto. Actualmente dirige al Pallacanestro Reggiana de la Lega Basket Serie A.

## Trayectoria como entrenador
Comenzó su carrera en los banquillos dirigiendo al equipo femenino del Esperides Kallitheas desde 1998 a 2000. En las siguientes temporadas sería asistente del Dafni BC, Ionikos Nikaias BC y durante seis temporadas sería asistente del AEK BC de la A1 Ethniki, desde 2003 a 2009.
Desde 2008 a 2012, sería técnico asistente de la Selección de baloncesto de Grecia.
En la temporada 2009-10, es asistente del Aris BC de la A1 Ethniki.
En 2010, tras salir de la selección griega, se convierte en entrenador jefe del Kavala BC al que dirige durante dos temporadas.
En la temporada 2012-13, se convierte en entrenador del Ikaros Kallitheas BC.
En la temporada 2013-14, firma como entrenador del Kolossos Rodou BC.
En 2014, firma como entrenador asistente del Panathinaikos BC de la A1 Ethniki. 
En el mismo año, se marcha de Panathinaikos BC para firmar como primer entrenador del Aris BC de la A1 Ethniki en el que estaría durante tres temporadas. Además, regresaría como asistente de la Selección de baloncesto de Grecia, en el que estaría también durante tres temporadas, hasta 2017.
En 2017, firma como entrenador del UNICS Kazán de la Superliga de baloncesto de Rusia, al que dirige durante cuatro temporadas.
El 26 de junio de 2021, regresa a Grecia para ser primer entrenador del Panathinaikos BC de la A1 Ethniki, firmando un acuerdo por tres temporadas.
El 16 de junio de 2022, firma por el Tofaş Spor Kulübü de la Basketbol Süper Ligi.
El 19 de junio de 2023, firmó con Pallacanestro Reggiana de la Lega Basket Serie A.

## Clubs como entrenador
- 1998–2000: Esperides Kallitheas (Femenino)
- 2001–2002: Dafni (Asistente)
- 2002–2003: Ionikos Nikaias (Asistente)
- 2003–2009: AEK (Asistente)
- 2008-2012: Selección de baloncesto de Grecia (Asistente)
- 2009-2010: Aris (Asistente)
- 2010-2012: Kavala
- 2012-2013: Ikaros Kallitheas BC
- 2013-2014: Kolossos Rodou
- 2014: Panathinaikos (Asistente)
- 2014–2017: Selección de baloncesto de Grecia (Asistente)
- 2014–2017: Aris
- 2017-2021: UNICS
- 2021-2022: Panathinaikos
- 2022-2023: Tofaş Spor Kulübü
- 2023-Actualidad:Pallacanestro Reggiana